# ファントム勇者伝説
『ファントム勇者伝説』（ファントムゆうしゃでんせつ）は、竹島将による日本の「ファントム」・小説シリーズ第一部で、竹島将のデビュー作。本項では、小説第1巻「ファントム強奪」を原作とするOVA『ファントム勇者伝説 ファントム強奪 vol.1 リターン・ザ・スカイ』についても解説する。

## あらすじ

### ファントム強奪
元・航空自衛隊のエースパイロット矢沢高雄は自衛隊に配属されているはずのファントムがエルサルバドルにあるという情報をききつけ、真相究明に奔走する。

### 人質空中奪還
CIA特別補佐官デヴィッド・ビンセントが関与する謎の秘密結社は、恐るべき秘密を知った高雄らを抹殺すべく暗躍し、ついに高雄の知人であるジャーナリスト松木を監禁する。
高雄と僚友の岩岡は、松木を救うべく、ある策を実行する。

### 鮮血の貴婦人
デビッド・ヴィンセントを倒した高雄だったが、新たなる敵が彼の前に立ちはだかった。
高雄はレディというコードネームを持つ美女をリビアで倒すも、戦友である松木と岩岡を亡くす。

### 灼熱の女獣
パリで旅行中の会社員沢村ゆりが誘拐され、戦争商人キング・アリーのハレムへと売られてしまった。
ゆりは凌辱の末に性奴隷にされるも、高雄の手助けによって窮地を脱し、キング・アリーに反撃する。 

### 空獣狂熱祭
晴れて恋人同士となったゆりと高雄。そこへ、2人に敗北したキング・アリーが復讐を開始した。
モサドの手助けによって助けられた二人は、モサドからある依頼を引き受けた。

### 戦慄の女神
キング・アリーとの戦いの後、ゆりが誘拐された。
なぜかオーストラリアに来るよう指示された高雄は、史上最強のマシンソルジャーに遭遇する。
同じころ、ゆりは監禁場所からなんとか逃げるも、デヴィット・ヴィンセントによって高雄とマシンソルジャーとの死闘現場まで導かれる。

### ファントム蒼空戦線
ついにシリウスが世界中の軍隊を掌握し、攻撃を始めた。フリーの戦士・矢沢高雄と沢村ゆりは彼らに立ち向かい、ついには東京湾上空での死闘にもつれこんだ。

## 登場人物
矢沢高雄
沢村ゆり
女戦士。のちに高雄の恋人となる。スピンオフ作品である『女獣戦線』では主役を務める。
幸子
高雄の恋人だった女性で、『鮮血の貴婦人』の時点では死亡している。
岩岡
高雄の僚友。
松木
高雄の知り合いであるジャーナリスト。
デヴィッド・ビンセント
CIAの特別補佐官である金髪の白人男性。

## 書誌情報
- 『ファントム勇者伝説 1 ファントム強奪』 1987年8月15日発行 ISBN 4-06-184047-9
- 『ファントム勇者伝説 2 人質空中奪還』 1987年9月15日発行 ISBN 4-06-184067-3
- 『ファントム勇者伝説 3 鮮血の貴婦人』 1987年10月15日発行 ISBN 4-06-184085-1
- 『ファントム勇者伝説 4 灼熱の女獣』 1988年1月15日発行 ISBN 4-06-184137-8
- 『ファントム勇者伝説 5 空獣狂熱祭』 1988年2月15日発行 ISBN 4-06-184156-4
- 『ファントム勇者伝説 6 戦慄の女神』 1988年3月15日発行 ISBN 4-06-184180-7
- 『ファントム勇者伝説 7 ファントム蒼空戦線』 1988年4月15日発行 ISBN 4-06-184193-9

## OVA
1991年1月24日に『ファントム勇者伝説 ファントム強奪 vol.1 リターン・ザ・スカイ』のタイトルでバンダイメディア事業部（現・バンダイビジュアル）よりVHS全1巻が発売。

### キャスト
- 矢沢：田中秀幸
- 松木：梅津秀行
- 岩岡：玄田哲章
- 幸子：幸田直子
- ターナー：笹岡繁蔵
- ビンセント：池田秀一、他

### スタッフ
- 原作：竹島将（講談社刊「ファントム強奪」）
- 監督：出﨑哲
- 脚本：小出一巳
- 絵コンテ：滝沢敏文
- 作画監督・キャラクターデザイン：清水恵蔵
- 演出：山口頼房
- 美術監督：池信孝
- 撮影監督：岡崎英夫
- 音響監督：藤山房伸
- 音楽：中島優貴
- 挿入歌「THE STRANGER」
- エンディングテーマ「BY MY SIDE」
- 演奏：KYAN MARIE with MEDUSA(BMG VICTOR)
- 制作：マジックバス
- 製作：バンダイ、タキコーポレーション

### 映像ソフト
- 『ファントム勇者伝説 ファントム強奪 vol.1 リターン・ザ・スカイ』 1991年1月24日発売 VHS:NRS-2026